# Eubotas de Cirene
Eubotas de Cirene (en griego antiguo: Eυϐώτας Kyrenaios  fue un bicampeón olímpico de los Juegos Olímpicos en la Antigüedad de la ciudad de Cirene.
Tal y como le había dicho un oráculo, ganó la carrera a pie del estadio en los 93.º Juegos Olímpicos en el año 408 a. C. Cuarenta y cuatro años más tarde, en el 364 a. C., durante los 104.º Juegos, recibió, como propietario de un carro, una segunda corona olímpica por la carreras de carros de cuatro caballos, las cuadrigas.

## Biografía

### Victoria en los Juegos Olímpicos de 408 a.C.
Mientras Eubotas de Cirene se preparaba para la carrera a pie de un estadio de longitud (aproximadamente 192 m) en los 93.º Juegos Olímpicos en 408 a. C., el oráculo de Libia anunció que ganaría la prueba. Así que, incluso antes de partir, el atleta mandó hacer una estatua para conmemorar su victoria.
En los meses previos a los Juegos, Eubotas conoció a la hetera Lais de Corinto. Ella se enamoró de él hasta el punto de proponerle matrimonio. Eubotas prometió casarse con ella, pero le explicó que no podían hacerlo inmediatamente porque no quería interrumpir sus preparativos olímpicos. También rechazó los servicios que ella le ofrecía, de nuevo por la misma razón.
Ganó la carrera del stadion en estos 93.º Juegos Olímpicos 
Gracias al oráculo, fue uno de los pocos atletas en recibir la corona de olivo de la victoria y dedicar su estatua el mismo día.
Sin embargo, tras su victoria en el estadio, Eubotas tuvo que cumplir su juramento a Lais. Así que mandó pintar un retrato de tamaño natural de la joven. Cuando «llevó» este retrato a su casa de Cirene, afirmó que su promesa se había cumplido. Aquí Eubotas estaba jugando con la polisemia del verbo «traer» (en griego antiguo: ἄγω, que a veces se utilizaba en el sentido de «casarse», pero también «dibujar». Unos años más tarde, su legítima esposa hizo erigir una estatua de Eubotas en Cirene para celebrar su capacidad para resistir la tentación.

### Victoria en los Juegos Olímpicos del 364 a.C.
La carrera de cuadrigas, carros de cuatro caballos, el τέθριππον, de aproximadamente 14 km,, era uno de los eventos más antiguos, que se remonta al 680 a. C., una de las pruebas más prestigiosas y, sobre todo, una de las más caras de los antiguos Juegos Olímpicos. Por esta razón, no se conservaba el nombre del auriga, sino el del propietario del carruaje. Durante los Juegos del 364a. C., Eubotas de Cirene fue coronado por segunda vez en Olimpia, cuarenta y cuatro años después de su primera victoria, pero como propietario.
Sin embargo, Elis, la ciudad anfitriona de los Juegos, no reconoció los 104 Juegos. De hecho, en 364 a. C., los Juegos habían pasado a estar bajo el control de Pisa, ciudad vecina aliada de los arcadios. Cuando los eleos recuperaron el control del santuario, se negaron a oficializar las victorias de los 104º Juegos, explicando que los árbitros arcadios no tenían la cualificación necesaria.

### Otras posibles victorias
El epigrama 86 del papiro de Milán generalmente atribuido a Posidipo de Pela (siglo III a. C.), menciona a un propietario de caballos llamado Eubotas que alababa a su caballo Eton. El caballo ganó cuatro carreras en los Juegos Nemeos y dos carreras en los Juegos Píticos. A menudo se considera que el propietario de este caballo era Eubotas de Cirene. Por tanto, estas seis victorias se añadirían a su palmarés.

### Hipótesis sobre otra estatua conmemorativa

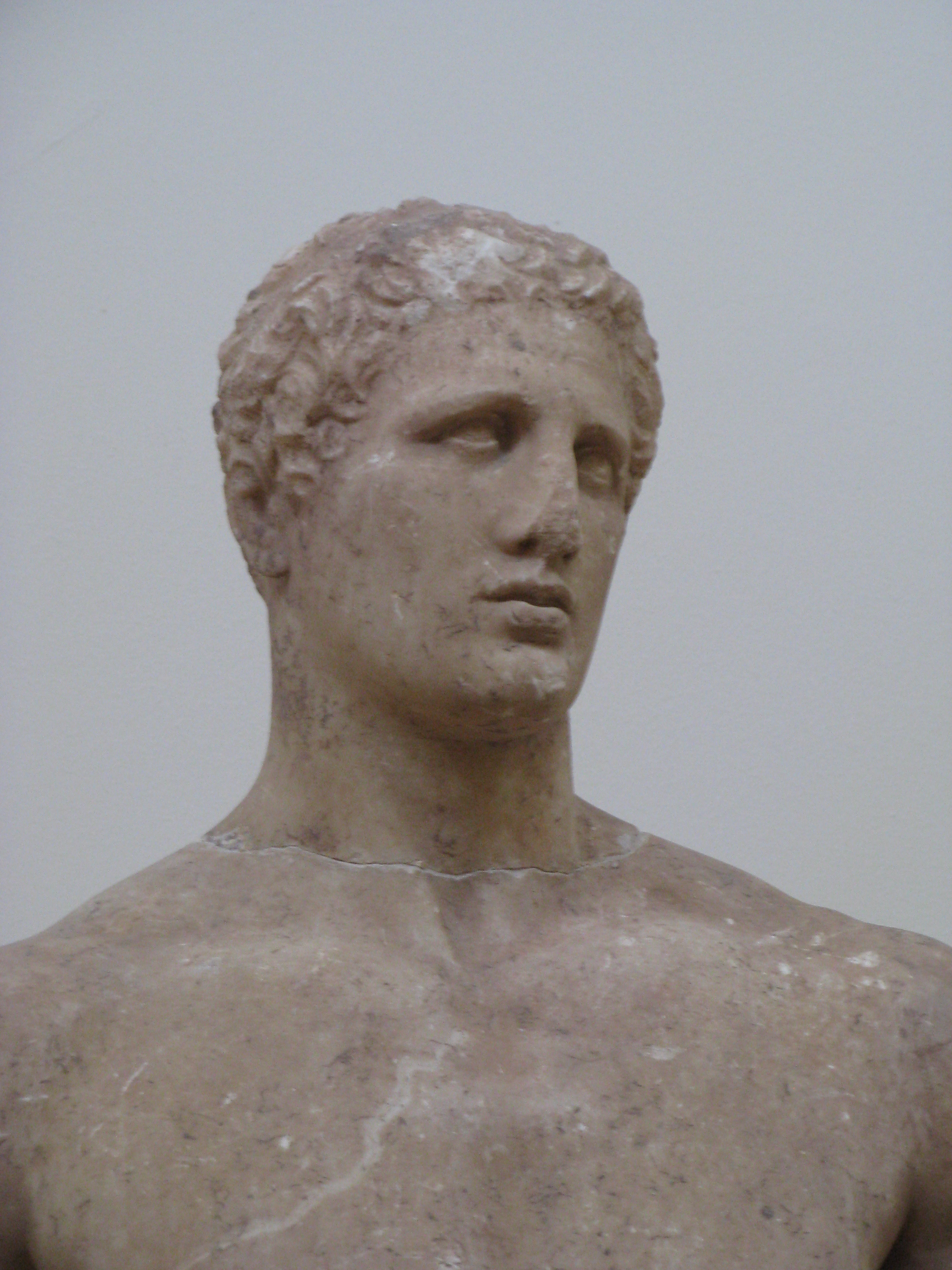
Cabeza de Hagias de Delfos.

En 2000, durante unas excavaciones en el santuario de Deméter en Cirene, la misión arqueológica italiana desenterró una cabeza de mármol muy dañada. La cabeza, que medía 9,5 cm de altura, debía de representar a un mortal. Varios detalles la relacionan con el "Hagias" de Lisipo, del que se conserva una copia en el Delfos. Las"Hagias", que celebra a un pancraciasta victorioso en numerosos Juegos Panhelénicos, fue dedicada a Farsala, en el caso del original, y a Delfos, en el caso de la copia, por el hijo del deportista, Daoco, en honor a las victorias de su padre.